# Jeroen Chorus
Jeroen Marie Jozef Chorus (Nijmegen, 14 februari 1942) is een Nederlands jurist en rechtshistoricus.
Chorus groeide op in Nijmegen en Oegstgeest als zoon van de psycholoog Alfons Chorus. Hij studeerde rechten aan de Universiteit Leiden, waar hij in 1966 afstudeerde. Na zijn afstuderen was hij van 1966 tot 1967 werkzaam als lecturer in civil law aan de Universiteit van Edinburgh, als Wetenschappelijk medewerker aan de Universiteit Leiden van 1968 tot 1969 en als Wetenschappelijk hoofdmedewerker aan de Universiteit van Amsterdam van 1969 tot 1977. In 1976 promoveerde Chorus aan de Universiteit Leiden bij Robert Feenstra op het proefschrift Handelen in strijd met de wet. De verboden rechtshandeling bij de Romeinse juristen en de Glossatoren, met enige verbindingslijnen naar het Nederlands recht. Het boek werd tevens uitgegeven door W.E.J. Tjeenk Willink te Zwolle. Het jaar daarop werd hij benoemd tot rechter bij de Rechtbank Arnhem, en vervolgens in 1982 tot raadsheer bij het Gerechtshof Amsterdam. In 1986 werd Chorus benoemd tot hoogleraar rechtsgeschiedenis aan de Universiteit Leiden, na het emeritaat van zijn promotor Robert Feenstra. Hij hield zijn oratie, getiteld De lijdelijkheid van de rechter. Historie van een begrip, op 18 september 1987.
In 1993 verliet hij de universiteit om opnieuw raadsheer bij het Amsterdamse hof te worden; zijn opvolger op de leerstoel rechtsgeschiedenis was Willem Zwalve. Zijn afscheidscollege was getiteld Privaatrecht voor rovers en moordenaars. Historisch-kritische kanttekeningen bij artikel 6:211 BW. Hij bleef raadsheer tot 2012, toen hem ontslag werd verleend in verband met het bereiken van de 70-jarige leeftijd.
Samen met onder anderen Jop Spruit en Robert Feenstra vertaalde hij het Corpus Iuris Civilis naar het Nederlands.